# Iranshahr
Iranshahr (persiska: ايرانشهر) är en stad i sydöstra Iran. Den ligger i provinsen Sistan och Baluchistan och har lite mer än 110 000 invånare. Befolkningen består främst av balucher som talar baluchiska.
Staden har en flygplats, Forūdgāh-e Īrānshahr.